# Oscarverleihung 2003
Übersicht aller ausgezeichneten Filme

◄◄ | ◄ | 1999 | 2000 | 2001 | 2002 | Oscarverleihung 2003 | 2004 | 2005 | 2006 | 2007 | ► | ►►

Weitere Ereignisse
Die Oscarverleihung 2003 fand am 23. März 2003 im Kodak Theatre in Los Angeles statt. Es waren die 75th Annual Academy Awards. Im Jahr der Auszeichnung werden immer Filme des vergangenen Jahres ausgezeichnet, in diesem Fall also die Filme des Jahres 2002.
Gewinner des Abends war das Film-Musical Chicago, das 6 Oscars gewinnen konnte. Neben der wichtigsten Kategorie Bester Film und dem Preis für die Beste Nebendarstellerin (Catherine Zeta-Jones) konnte der Film allerdings nur technische Kategorien für sich entscheiden.
Drei wichtige Kategorien hingegen konnte das Drama Der Pianist gewinnen: Bester Hauptdarsteller (Adrien Brody), Beste Regie (Roman Polański) und Bestes adaptiertes Drehbuch (Ronald Harwood).
Der Preis für die beste Hauptdarstellerin ging an Nicole Kidman für ihre Leistungen in The Hours – Von Ewigkeit zu Ewigkeit (keine weiteren Oscars). Auch Adaption – Der Orchideen-Dieb konnte nur einen Darstellerpreis bekommen: Bester Nebendarsteller für Chris Cooper.
Zwei Oscars gingen sowohl an die Biographie-Verfilmung Frida als auch an den zweiten Teil der Herr-der-Ringe-Trilogie unter Peter Jackson: Die zwei Türme.
Der deutsche Beitrag Nirgendwo in Afrika konnte sich gegen die internationalen Kontrahenten in der Kategorie Bester fremdsprachiger Film durchsetzen. Regisseurin Caroline Link konnte den Preis aufgrund ihrer erkrankten Tochter allerdings nicht persönlich entgegennehmen.
Rapper Eminem gewann als erster Rapper der Geschichte mit seinem Song „Lose Yourself“ aus dem Film 8 Mile den Preis in der Kategorie Bester Song. Zum ersten Mal, seit die Oscarverleihung im Fernsehen zu sehen ist, trat der Gewinner dieser Kategorie nicht während der Show auf, da sich Eminem weigerte, eine „entschärfte“ Version seines Songs aufzuführen, und lieber der Show fernblieb.
Michael Moore gewann den Oscar für den Besten Dokumentarfilm. Er nutzte dabei die Gelegenheit, um gegen George Bush und den Irakkrieg, den die internationale Koalition gerade begonnen hatte, zu protestieren.
| Film                                 | N  | A |
| ------------------------------------ | -- | - |
| Chicago                              | 13 | 6 |
| Gangs of New York                    | 10 | 0 |
| The Hours – Von Ewigkeit zu Ewigkeit | 9  | 1 |
| Der Pianist                          | 7  | 3 |
| Frida                                | 6  | 2 |
| Der Herr der Ringe: Die zwei Türme   | 6  | 2 |
| Road to Perdition                    | 6  | 1 |
| Adaption – Der Orchideen-Dieb        | 4  | 1 |
| Dem Himmel so fern                   | 4  | 0 |
| About Schmidt                        | 2  | 0 |
| Catch Me If You Can                  | 2  | 0 |
| Spider-Man                           | 2  | 0 |
| Sprich mit ihr                       | 2  | 1 |

## Moderation
Steve Martin führte zum zweiten Mal als Moderator durch die Oscarverleihung. Die Präsentatoren der Kandidaten sind bei den jeweiligen Kategorien weiter unten aufgeführt.

## Gewinner und Nominierungen

### Bester Film
präsentiert von Michael und Kirk Douglas
Chicago – Martin Richards
Gangs of New York – Alberto Grimaldi, Harvey Weinstein
Der Herr der Ringe: Die zwei Türme (The Lord of the Rings: The Two Towers) – Peter Jackson, Barrie M. Osborne, Fran Walsh
The Hours – Von Ewigkeit zu Ewigkeit (The Hours) – Robert Fox, Scott Rudin
Der Pianist (The Pianist) – Robert Benmussa, Roman Polański, Alain Sarde

### Beste Regie
präsentiert von Harrison Ford

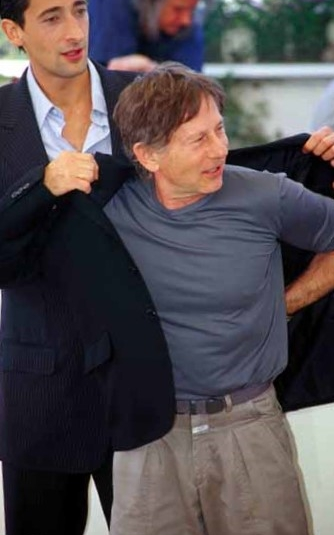
Roman Polański mit Adrien Brody (links) in Cannes 2002

Roman Polański – Der Pianist (The Pianist)
Pedro Almodóvar – Sprich mit ihr (Hable con ella)
Stephen Daldry – The Hours – Von Ewigkeit zu Ewigkeit (The Hours)
Rob Marshall – Chicago
Martin Scorsese – Gangs of New York

### Bester Hauptdarsteller
präsentiert von Halle Berry
Adrien Brody – Der Pianist (The Pianist)
Nicolas Cage – Adaption – Der Orchideen-Dieb (Adaptation.)
Michael Caine – Der stille Amerikaner (The Quiet American)
Daniel Day-Lewis – Gangs of New York
Jack Nicholson – About Schmidt

### Beste Hauptdarstellerin
präsentiert von Denzel Washington

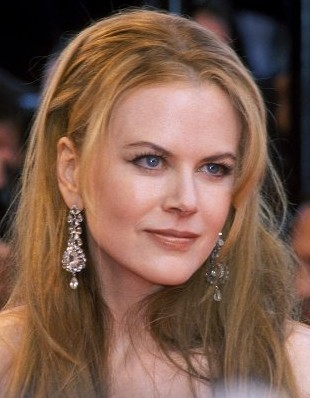
Nicole Kidman

Nicole Kidman – The Hours – Von Ewigkeit zu Ewigkeit (The Hours)
Salma Hayek – Frida
Diane Lane – Untreu (Unfaithful)
Julianne Moore – Dem Himmel so fern (Far from Heaven)
Renée Zellweger – Chicago

### Bester Nebendarsteller
präsentiert von Jennifer Connelly
Chris Cooper – Adaption – Der Orchideen-Dieb (Adaptation.)
Ed Harris – The Hours – Von Ewigkeit zu Ewigkeit (The Hours)
Paul Newman – Road to Perdition
John C. Reilly – Chicago
Christopher Walken – Catch Me If You Can

### Beste Nebendarstellerin
präsentiert von Sean Connery
Catherine Zeta-Jones – Chicago
Kathy Bates – About Schmidt
Queen Latifah – Chicago
Julianne Moore – The Hours – Von Ewigkeit zu Ewigkeit (The Hours)
Meryl Streep – Adaption – Der Orchideen-Dieb (Adaptation.)

### Bestes Originaldrehbuch
präsentiert von Ben Affleck
Pedro Almodóvar – Sprich mit ihr (Hable con ella)
Alfonso Cuarón, Carlos Cuarón – Y Tu Mamá También – Lust for Life (Y tu mamá también)
Jay Cocks, Kenneth Lonergan, Steven Zaillian – Gangs of New York
Todd Haynes – Dem Himmel so fern (Far from Heaven)
Nia Vardalos – My Big Fat Greek Wedding – Hochzeit auf griechisch (My Big Fat Greek Wedding)

### Bestes adaptiertes Drehbuch
präsentiert von Marcia Gay Harden
Ronald Harwood – Der Pianist (The Pianist)
Bill Condon – Chicago
David Hare – The Hours – Von Ewigkeit zu Ewigkeit (The Hours)
Peter Hedges, Chris Weitz, Paul Weitz – About a Boy oder: Der Tag der toten Ente (About a Boy)
Charlie Kaufman, Donald Kaufman – Adaption – Der Orchideen-Dieb (Adaptation.)

### Beste Kamera
präsentiert von Julia Roberts
Conrad L. Hall – Road to Perdition
Michael Ballhaus – Gangs of New York
Dion Beebe – Chicago
Paweł Edelman – Der Pianist (The Pianist)
Edward Lachman – Dem Himmel so fern (Far from Heaven)

### Bestes Szenenbild
präsentiert von Jennifer Lopez
John Myhre, Gordon Sim – Chicago
Felipe Fernández del Paso, Hania Robledo – Frida
Dante Ferretti, Francesca Lo Schiavo – Gangs of New York
Dennis Gassner, Nancy Haigh – Road to Perdition
Dan Hennah, Alan Lee, Grant Major – Der Herr der Ringe: Die zwei Türme (The Lord of the Rings: The Two Towers)

### Bestes Kostümdesign
präsentiert von Mira Sorvino
Colleen Atwood – Chicago
Sandy Powell – Gangs of New York
Ann Roth – The Hours – Von Ewigkeit zu Ewigkeit (The Hours)
Anna B. Sheppard – Der Pianist (The Pianist)
Julie Weiss – Frida

### Bestes Make-up
präsentiert von Nia Vardalos
Beatrice De Alba, John E. Jackson – Frida
John M. Elliott Jr., Barbara Lorenz – The Time Machine

### Beste Filmmusik
präsentiert von Renée Zellweger
Elliot Goldenthal – Frida
Elmer Bernstein – Dem Himmel so fern (Far from Heaven)
Philip Glass – The Hours – Von Ewigkeit zu Ewigkeit (The Hours)
Thomas Newman – Road to Perdition
John Williams – Catch Me If You Can

### Bester Song
präsentiert von Barbra Streisand
„Lose Yourself“ aus 8 Mile – Jeff Bass, Eminem, Luis Resto
„Burn It Blue“ aus Frida – Elliot Goldenthal, Julie Taymor
„Father and Daughter“ aus Abenteuer der Familie Stachelbeere (The Wild Thornberrys Movie) – Paul Simon
„The Hands That Built America“ aus Gangs of New York – Bono, Adam Clayton, David Howell Evans, Larry Mullen, Jr.
„I Move On“ aus Chicago – Fred Ebb, John Kander

### Bester Schnitt
präsentiert von Geena Davis
Martin Walsh – Chicago
Peter Boyle – The Hours – Von Ewigkeit zu Ewigkeit (The Hours)
Hervé de Luze – Der Pianist (The Pianist)
Michael Horton – Der Herr der Ringe: Die zwei Türme (The Lord of the Rings: The Two Towers)
Thelma Schoonmaker – Gangs of New York

### Beste Tonmischung
präsentiert von Julianne Moore
David Lee, Michael Minkler, Dominick Tavella – Chicago
Bob Beemer, Scott Millan, John Pritchett – Road to Perdition
Christopher Boyes, Michael Hedges, Hammond Peek, Michael Semanick – Der Herr der Ringe: Die zwei Türme (The Lord of the Rings: The Two Towers)
Tom Fleischman, Eugene Gearty, Ivan Sharrock – Gangs of New York
Edward Novick, Kevin O’Connell, Greg P. Russell – Spider-Man

### Bester Tonschnitt
präsentiert von Julianne Moore
Mike Hopkins, Ethan Van der Ryn – Der Herr der Ringe: Die zwei Türme (The Lord of the Rings: The Two Towers)
Scott Hecker – Road to Perdition
Richard Hymns, Gary Rydstrom – Minority Report

### Beste visuelle Effekte
präsentiert von Keanu Reeves
Randall William Cook, Alex Funke, Joe Letteri, Jim Rygiel – Der Herr der Ringe: Die zwei Türme (The Lord of the Rings: The Two Towers)
Rob Coleman, Pablo Helman, John Knoll, Ben Snow – Star Wars: Episode II – Angriff der Klonkrieger (Star Wars: Episode II – Attack of the Clones)
John Dykstra, John Frazier, Anthony LaMolinara, Scott Stokdyk – Spider-Man

### Bester Animationsfilm
präsentiert von Cameron Diaz
Chihiros Reise ins Zauberland (Sen to Chihiro no Kamikakushi) – Hayao Miyazaki
Ice Age – Chris Wedge
Lilo & Stitch – Chris Sanders
Der Schatzplanet (Treasure Planet) – Ron Clements
Spirit – Der wilde Mustang (Spirit: Stallion of the Cimarron) – Jeffrey Katzenberg

### Bester Dokumentarfilm (Langform)
präsentiert von Diane Lane
Bowling for Columbine – Michael Donovan, Michael Moore
Kurt Gerron – Gefangen im Paradies (Prisoner of Paradise) – Malcolm Clarke, Stuart Sender
Nomaden der Lüfte – Das Geheimnis der Zugvögel (Le Peuple migrateur) – Jacques Perrin
Spellbound – Jeffrey Blitz, Sean Welch
Wiedersehen in Vietnam – Auf den Spuren einer Kindheit (Daughter from Danang) – Gail Dolgin, Vicente Franco

### Bester Dokumentarfilm (Kurzfilm)
präsentiert von Samuel L. Jackson
Twin Towers – Bill Guttentag, Robert David Port
The Collector of Bedford Street – Alice Elliott
Mighty Times: The Legacy of Rosa Parks – Robert Houston, Robert Hudson
Why Can’t We Be a Family Again? – Murray Nossel, Roger Weisberg

### Bester fremdsprachiger Film
präsentiert von Salma Hayek
Nirgendwo in Afrika, Deutschland – Caroline Link
Drei Furien & ein warmer Bruder (Zus & Zo), Niederlande – Paula van der Oest
Hero (Ying xiong), China – Zhang Yimou
Der Mann ohne Vergangenheit (Mies vailla menneisyyttä), Finnland – Aki Kaurismäki
Die Versuchung des Padre Amaro (El crimen del padre Amaro), Mexiko – Carlos Carrera

### Bester Kurzfilm (Animiert)
präsentiert von Jennifer Garner und Micky Maus
Die Chubbchubbs! (The Chubbchubbs!) – Eric Armstrong
Katedra – Tomasz Bagiński
Der Mann mit der Kirsche auf dem Kopf (Atama-yama) – Kōji Yamamura
Mikes neues Auto (Mike’s New Car) – Pete Docter, Roger Gould
Das Rad – Chris Stenner, Heidi Wittlinger

### Bester Kurzfilm (Live Action)
präsentiert von Jennifer Garner
Ein Anständiger Mann (Der er en yndig mand) – Mie Andreasen, Martin Strange-Hansen
Inja – Steve Pasvolsky, Joe Weatherstone
J’attendrai le suivant … – Thomas Gaudin, Philippe Orreindy
Johnny Flynton – Lexi Alexander, Alexander Buono
Wintereinbruch (Fait d’hiver) – Dirk Beliën, Anja Daelemans

## Ehren-Oscars

### Honorary Award
präsentiert von Meryl Streep
- Peter O’Toole